# Oblężenie Putywla
Oblężenie Putywla – wydarzenie, które miało miejsce od 24 maja do 19 czerwca 1633 roku podczas wojny polsko-rosyjskiej 1632–1634.
Wczesną wiosną książę Jeremi Wiśniowiecki wspomagany przez kasztelana kamienieckiego Aleksandra Piaseczyńskiego oraz Kozaków zaporoskich dowodzonych przez Michała Doroszenkę zamierzał wtargnąć na ziemie Rosji i skierować się na północ, by tam, przecinając linie komunikacyjne oblegającej Smoleńsk armii Michaiła Szeina wspomóc obrońców Smoleńska. Gdy armia Wiśniowieckiego mijała Putywl Kozacy Doroszenki nagle uparli się oblegać mijaną twierdzę, zapewniając, że zdobędą ją w ciągu trzech dni. Ponieważ w razie braku zgody grozili odejściem, narażając całą wyprawę na niepowodzenie, Wiśniowiecki zmuszony był zgodzić się na ich żądania. Z tego powodu armia Wiśniowieckiego, zamiast iść na odsiecz Smoleńskowi, w dniu 24 maja przystąpiła do oblężenia Putywla.
Kozacy, wbrew deklaracjom, nie mieli ochoty do walki, toteż Wiśniowiecki spędził okolicznych chłopów, którzy zasypali fosę, po czym z kilku dział, jakie posiadał, zaczął ostrzeliwać mury, pragnąc dokonać wyłomu. Ponieważ ostrzał nie przynosił spodziewanych rezultatów, Wiśniowiecki postanowił porzucić oblężenie i ruszyć na Smoleńsk. Kozacy natomiast obalili Michała Doroszenkę i powołali na wodza Jacka Ostrzanina, po czym oświadczyli, że nie pójdą pod Smoleńsk przez terytorium Rosji, lecz tylko przez terytorium Rzeczypospolitej. Ponieważ ani książę Wiśniowiecki, ani kasztelan Piaseczyński nie chcieli się na to zgodzić, Kozacy opuścili obóz nocą, po kryjomu. Wiśniowiecki zmuszony został zwinąć oblężenie 19 czerwca i wobec braku dostatecznych sił zrezygnować z odsieczy dla Smoleńska. Ograniczył się więc tylko do pustoszenia ziem rosyjskich od Putywla po Siewsk i Rylsk.